# 泣けちゃうほど せつないけど
『泣けちゃうほど せつないけど』（なけちゃうほど - ）は、岡本真夜5作目のシングル。1997年3月5日に発売された。2005年11月9日に12cmシングル化。発売元は徳間ジャパンコミュニケーションズ。アルバム『Smile』と同日発売。

## 概要
テレビ朝日系テレビアニメ『キューティーハニーF』エンディング・テーマ。アニメの音楽制作は日本コロムビアが行なったため、版権上の理由からアニメのアルバムには未収録。カップリング曲「Will…〜未来へのプレゼント〜（Acoustic Version）」は中山美穂とのコラボレーション・シングル「未来へのプレゼント」のセルフカバー。

## 収録曲
全曲作詞・作曲：岡本真夜　編曲：十川知司
1. 泣けちゃうほど せつないけど (4:02)
2. Will…〜未来へのプレゼント〜 (Acoustic Version) (4:37)
3. 泣けちゃうほど せつないけど (ORIGINAL KARAOKE) (4:02)
4. Will…〜未来へのプレゼント〜 (ORIGINAL KARAOKE) (4:37)

## 収録アルバム
泣けちゃうほど せつないけど
オリジナル・アルバム『Smile』（1997年3月5日）、省略されていたイントロが復活していることに加え、フェードアウトしないAlbum Version
ベスト・アルバム『RISE 1』（2000年5月31日）、Album Versionがフェードアウトしている